# Brachydaktylie Typ C
Die Brachydaktylie Typ C ist eine Form einer Brachydaktylie, einer sehr seltenen angeborenen Fehlbildung des Skelettes mit charakteristischer Fingerfehlstellung.
Synonyme sind: Brachydaktylie von Haws-Typ
Die Erstbeschreibung stammt aus dem Jahre 1910 durch den französischen Arzt E. Vidal.
Die Namensbezeichnung bezieht sich auf den Autoren einer Beschreibung aus dem Jahre 1963 durch den US-amerikanischen Arzt D. Virgil Haws.

## Verbreitung
Die Häufigkeit ist nicht bekannt, bislang wurde nur über wenige betroffene Familien berichtet. Die Vererbung erfolgt autosomal-dominant.
Anscheinend tritt die Erkrankung nur isoliert, nicht im Rahmen von Syndromen auf.

## Ursache
Der Erkrankung liegen Mutationen im GDF5-Gen auf Chromosom 20 Genort q11.22 zugrunde, welches für das Knorpel-ständige morphogenetische Protein 1 (CDMP-1) kodiert.
Das gleiche Gen ist auch beim Typ Hunter-Thompson (AMDH) und Typ Grebe (AMDG) verändert, wohl auch bei der Brachydaktylie Typ A1 (BDA1C) und Typ A2 (BDA2).

## Klinische Erscheinungen
Klinische Kriterien sind:
- Manifestation als Neugeborenes oder Kleinkind
- Verkürzung des mittleren Fingerglieds im 2., 3. + 5. Finger
- Verkürzung des Mittelhandknochens des Daumens
- überzählige Fingeranteile (Hyperphalangie) meist im 2. + 5. Finger
- Verknöcherungsinseln

## Diagnose
Die Diagnose ergibt sich aus den klinischen und radiologischen Befunden.

## Differentialdiagnose
Abzugrenzen sind andere Formen der Brachydaktylie wie Brachydaktylie Typ A4 (Temtamy) sowie das Catel-Manzke-Syndrom.